# Старобіккіно
Старобі́ккіно (рос. Старобиккино, башк. Иҫке Биккенә) — село у складі Чекмагушівського району Башкортостану, Росія. Входить до складу Калмашбашевської сільської ради.
Населення — 236 осіб (2010; 269 у 2002).
Національний склад:
- башкири — 61 %
- татари — 39 %